# Santa Cruz del Islote
Isla Santa Cruz del Islote je ostrůvek v Souostroví svatého Bernarda, ležící v zálivu Morrosquillo nedaleko kolumbijského města Tolú. Ostrov je 120 metrů dlouhý a 100 metrů široký a podle sčítání z roku 2007 na něm žije 1247 lidí v 97 domech. Santa Cruz del Islote je tak považován za nejhustěji zalidněný ostrov světa s více než sto tisíci lidmi připadajícími na čtvereční kilometr. Ostrované provozují rybolov, část z nich dojíždí za prací na pevninu. Ostrov slouží pouze k bydlení, není na něm ani hřbitov: mrtví jsou pohřbíváni na sousedním ostrově.